# Maharashtra
Maharashtra (in marathi महाराष्ट्र, Mahārāṣṭra) è uno Stato dell'India centro-occidentale, il terzo del Paese per estensione e il secondo per popolazione.

## Geografia fisica
Il Maharashtra confina a nord con gli Stati del Gujarāt, del Madhya Pradesh e con il territorio di Dadra e Nagar Haveli, a est con il Chhattisgarh, a sud con Telangana, il Karnataka e Goa. Ad ovest è bagnato dal Mar Arabico, su cui si affaccia la capitale Mumbai. Il territorio è pianeggiante lungo la costa per poi innalzarsi in corrispondenza della catena dei Ghati Occidentali che attraversano l'immediato entroterra dello Stato da nord a sud e raggiungono la massima altezza nei 1 690 metri del Kalsubai, nell'entroterra di Mumbai.
Oltre i Ghati Occidentali si stende l'altopiano del Deccan, solcato dai fiumi che scendono dai Ghati Occidentali verso il Golfo del Bengala. Tra questi il principale è il Godavari, che passa nella parte centrale dello Stato, bagnando Nanded, città sacra ai sikh, prima di entrare nell'Andhra Pradesh. A nord del Godavari scorre il Wardha che segna in parte il confine con l'Andhra Pradesh fino a confluire nel Godavari. A sud defluiscono verso est vari fiumi che formano il Bhima, un affluente del Krishna.
Alcune subregioni con caratteristiche distintive sono il Konkan, lungo la costa del Mare Arabico, il Marathwada, nella zona centrale, il Khandesh, a nord, e il Vidarbha, nella parte nordorientale.

### Città principali
Il Maharashtra è densamente popolato. Mumbai è la città più grande della nazione. A nord-est è situata Nagpur, una delle maggiori città dell'India centrale. Nella parte centro-occidentale si trova Pune, la seconda città dello Stato per popolazione.

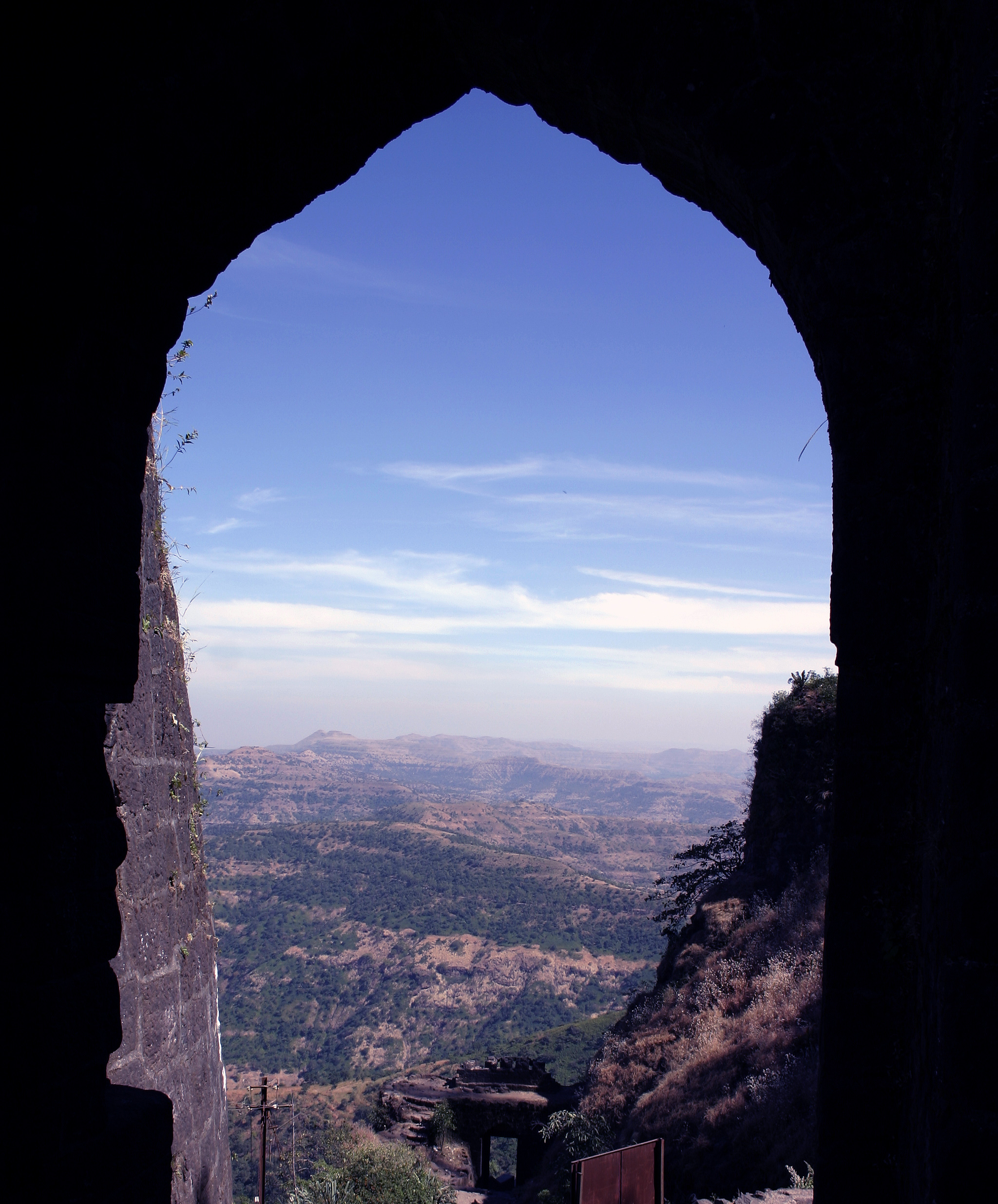
Panorama dal forte di Sinhagad alla periferia di Pune

(Fonte: Censimento 2001)
| Città            | Popolazione |
| ---------------- | ----------- |
| Mumbai           | 11 914 398  |
| Pune             | 2 540 069   |
| Nagpur           | 2 051 320   |
| Thane            | 1 261 517   |
| Kalyan-Dombivali | 1 193 266   |
| Nashik           | 1 076 967   |
| Pimpri-Chinchwad | 1 006 417   |
| Solapur          | 873 037     |
| Aurangabad       | 872 667     |
| Navi Mumbai      | 703 947     |
| Bhiwandi         | 598 703     |
| Amravati         | 549 370     |
| Mira-Bhayandar   | 520 301     |
| Kolhapur         | 485 183     |
| Ulhasnagar       | 472 943     |
| Sangli           | 436 639     |
| Nanded-Waghala   | 430 598     |
| Malegaon         | 409 190     |
| Akola            | 399 978     |
| Jalgaon          | 368 579     |
| Dhule            | 341 473     |
| Ahmednagar       | 307 455     |

## Storia
Le origini dell'attuale Stato del Maharashtra sono da rintracciare nella Presidenza di Bombay istituita dalla Compagnia britannica delle Indie Orientali durante il dominio britannico. La Bombay Presidency si estendeva su un'area che andava da Karachi, nell'attuale Pakistan, al nord della penisola del Deccan.
Con l'indipendenza nel 1947 la Presidency divenne lo Stato di Bombay. Nel 1960 esso fu diviso nelle aree a predominanza linguistica gujarati (Gujarat) e marathi; quest'ultima divenne l'attuale Stato del Maharashtra. Per commemorare tale evento, il 1º maggio di ogni anno viene celebrato il Giorno del Maharashtra.

## Lingue e religione
Il marathi è lingua ufficiale dello Stato. Nel nord-ovest dello Stato vive una vasta minoranza gujarati. La religione indù è professata dall'80% della popolazione; seguono le minoranze musulmane (10,6%), buddiste 6% e giainiste e cristiane (1%).

## Geografia antropica

### Suddivisioni amministrative
Lo Stato del Maharashtra è diviso in 35 distretti raggruppati in 6 aree geografiche. I distretti con la popolazione risultante dal censimento del 2001 risultano essere:
Divisione di Amravati (9 941 903)
- Akola (629 305)
- Amravati (2 606 063)
- Buldhana (2 226 328)
- Washim (1 019 725)
- Yavatmal (2 460 482)

Distretti e divisioni del Maharashtra (senza il distretto di Palghar)

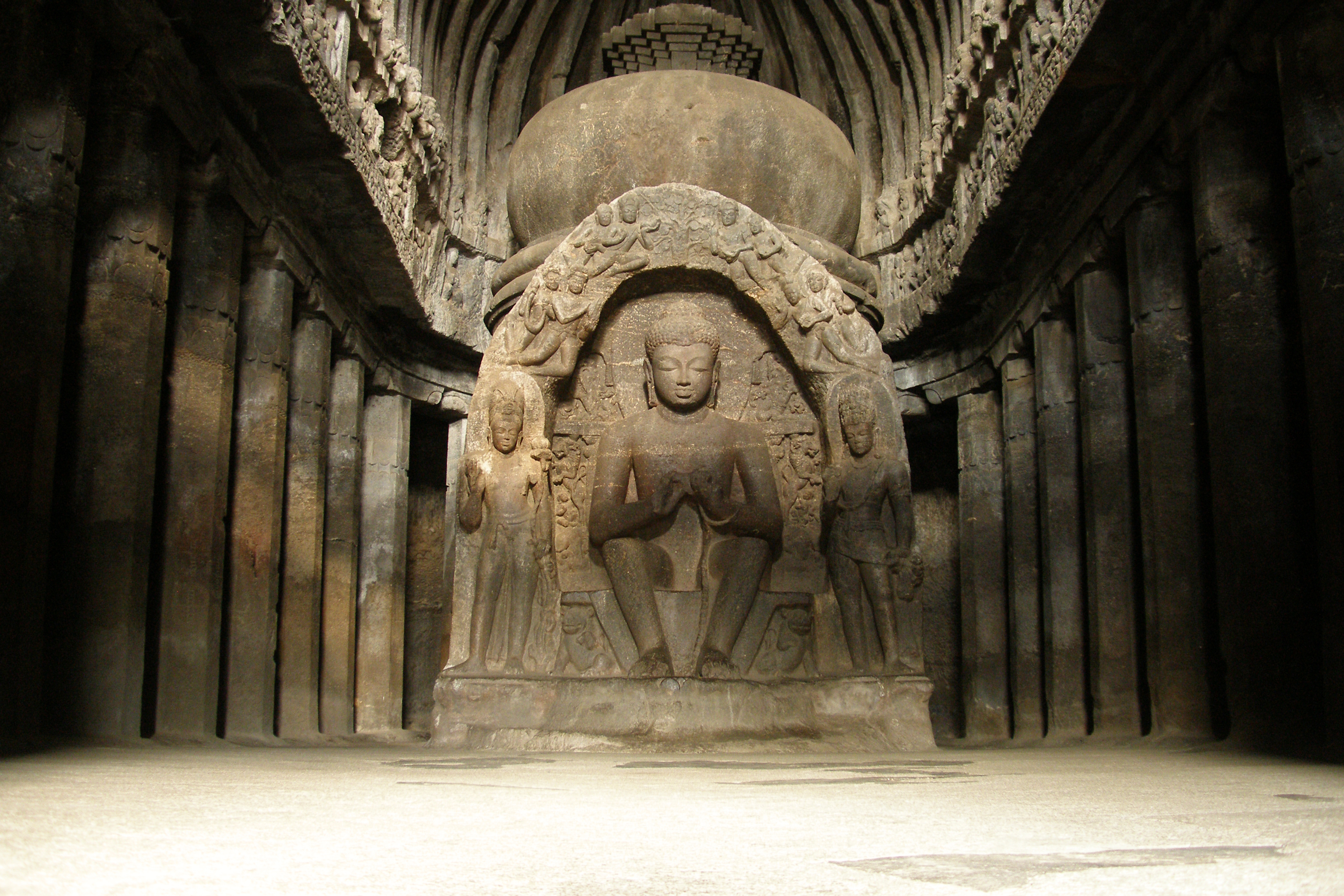
Una delle grotte di Ellora

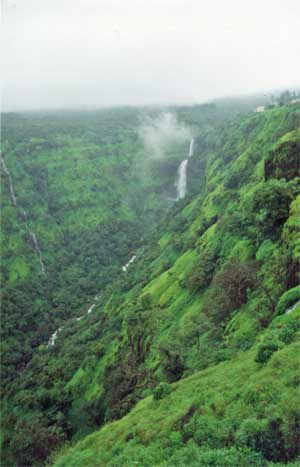
La foresta di Mahabaleshwar nella catena dei Ghati Occidentali nel distretto di Satara

Divisione di Aurangabad (Marathwada) (15 589 223)
- Aurangabad (2 920 548)
- Beed (2 159 841)
- Hingoli (986 717)
- Jalna (1 612 357)
- Latur (2 078 237)
- Nanded (2 868 158)
- Osmanabad (1 472 256)
- Parbhani (1 491 109)

Divisione del Konkan (24 807 357)
- Mumbai City (3 326 837)
- Mumbai (dist. suburbano) (8 587 561)
- Raigad (2 205 972)
- Ratnagiri (1 696 482)
- Sindhudurg (861 672)
- Thane (8 128 833)

Divisione di Nashik (15 774 064)
- Ahmednagar (4 088 077)
- Dhule (1 708 993)
- Jalgaon (3 679 936)
- Nandurbar (1 309 135)
- Nashik (4 987 923)

Divisione di Nagpur (10 665 939)
- Bhandara (1 135 835)
- Chandrapur (2 077 909)
- Gadchiroli (969 960)
- Gondia (1 200 151)
- Nagpur (4 051 444)
- Wardha (1 230 640)

Divisione di Pune (19 973 761)
- Kolhapur (3 515 413)
- Pune (7 224 224)
- Sangli (2 581 835)
- Satara (2 796 906)
- Solapur (3 855 383)